# Primer Concili de Nicea
El primer concili de Nicea fou el primer concili ecumènic celebrat l'any 325 a Nicea, una ciutat de l'Àsia Menor, convocat per l'emperador Constantí. L'objectiu de Constantí era mantenir unit l'Imperi Romà, en greu risc de divisió, unificant les diverses faccions cristianes, que en aquell moment estaven enfrontades per creences divergents sobre la naturalesa de Crist.

## Agenda i procediment
L'agenda del sínode fou:
1. La qüestió de l'arrianisme.
2. Fixar la data de celebració de la pasqua.
3. El cisma Meleci.
4. El Pare i el Fill a propòsit o en persona (?¿).
5. El baptisme dels heretges.
6. L'estatus dels perseguits sota Licini I.

El concili fou formalment constituït el 20 de maig, a l'estructura central del palau imperial, amb discussions preliminars sobre la qüestió arriana. En aquestes discussions, algunes figures claus foren Arri amb uns quants partidaris. "Alguns dels 22 bisbes al consell, dirigit per Eusebi de Nicomèdia, venien com seguidors d'Arri. Però quan alguns dels passatges més espantosos de les seves escriptures es llegiren, es veieren gairebé universalment com a blasfems." Els bisbes Theognis de Nicea i Maris de Calcedònia eren entre els seguidors inicials d'Arri.
Eusebi de Cesarea va proposar el credo baptismal de la seva pròpia diòcesi a Caesarea Palaestina, com a forma de reconciliació. La majoria dels bisbes acceptaren. Durant una temps, els erudits creien que el credo de Nicea original es basava en aquesta declaració d'Eusebi. Avui, la majoria dels erudits pensen que aquest credo s'obtingué del credo baptismal de Jerusalem, com Hans Lietzmann proposà. Una altra possibilitat és el Credo de l'Apòstol.
En qualsevol cas, mentre el consell continuava, els bisbes ortodoxos guanyaven aprovació de cadascuna de les seves propostes. Després d'un mes sencer de sessions, el consell promulgà el 19 de juny l'original credo de Nicea. Aquesta professió de fe fou adoptada per tots els bisbes «excepte dos de Líbia estretament relacionats amb Arri des del principi». No es guarda cap document amb les signatures i els noms dels bisbes simplement estan absents del credo de Nicea.

## Corrents cristològics
Existien tres corrents cristològiques dins el cristianisme del segle iv:

### Arrianisme
El primer era l'arrianisme, defensada pel prevere Arri d'Alexandria i Eusebi de Nicomèdia, que sostenia que el Fill, que s'havia encarnat en Jesús de Natzaret, era el primogènit de Déu i, per tant, tenia un origen temporal i, per tant, no era etern com el Pare.

### Ortodòxia i Catolicisme
El segon corrent, oposat a l'anterior, era defensat per Alexandre, bisbe d'Alexandria i el seu diaca Sant Atanasi d'Alexandria i sostenia que el Fill de Déu era igual que el Pare i, per tant, eren ontològicament iguals, ja que Pare i Fill eren la mateixa substància (ομοουσιος).

### Semiarrianisme
Posteriorment es va desenvolupar una tercera posició, intermèdia entre les dues anteriors, coneguda com a semiarrianisme, postura defensada per Eusebi de Cesarea. Afirmava que el Fill no tenia inici temporal, però s'havia de reconèixer al Pare com el primer a existir. Per tant, el Fill era una substància semblant al Pare (ομοιουσιος), però no igual.

## Decisions i conseqüències
Al Concili de Nicea I hi van assistir més de tres-cents bisbes, presidits per Hosi de Còrdova, en nom de l'emperador i els sacerdots romans Victor i Vicens en representació del Papa. La majoria de pares conciliars condemnaren, tant la doctrina arriana com el semi-arrianisme, oposant-se així al terme cosubstancial proposat per Atanasi, ja que contradeia les seves creences.
L'emperador Constantí va entendre pocs detalls de les discussions teològiques, però notant que el grup d'Atanasi no cediria i que seria complicat mantenir l'ordre a l'Imperi, va decidir, aconsellat pel bisbe Hosi, proclamar la cosubstancialitat de Jesús amb Déu, fórmula bàsica del Credo Nicè, resumit en la frase: Engendrat, no pas creat, de la mateixa naturalesa del Pare.
Constantí declarà que els que no acceptessin aquest credo serien desterrats, així ocorregué amb Arri i Eusebi per negar-se a acceptar-lo. Arri va ser ex-comunicat en negar-se a acceptar la decisió, juntament amb dos bisbes més. Tots els seus textos van ser cremats. No obstant, Constantí fou batejat finalment per Eusebi de Nicomèdia que havia mantingut les dignitats eclesiàstiques. Posteriorment s'abolí la condemna civil a la doctrina arriana i Arri va ser perdonat, morint sobtadament poc abans que fos restituït.
Una de les decisions del Concili de Nicea I van ser la determinació de les normes pel càlcul de la festa de la Pasqua, que s'acatarien fins a la reforma del calendari per Gregori XIII el 1582.